# Mount Hutt
Mount Hutt ist ein Berg in den Neuseeländischen Alpen nordwestlich der Canterbury Plains in der Region Canterbury auf der Südinsel von Neuseeland.

## Geographie
Der Berg befindet sich rund 90 km westlich von Christchurch und ist Teil der Gebirgskette der Mount Hutt Range, die sich westlich des Rakaia River über rund 17 km in Nord-Süd-Richtung erstreckt. Der Mount Hutt besitzt eine Höhe von 2185 m und wird nördlich und südlich von drei zweitausender Gipfel umsäumt. Rund 1,5 km südlich des Gipfels erstreckt sich das Mt Hutt Skifield, das über den New Zealand State Highway 77 aus zu erreichen ist. Nördliche des Berges erstreckt sich das Redcliffe Conservation Area über den nördlichen Teil der Mount Hutt Range.

## Flora und Fauna
Die unteren Flanken des Berges und mit ihm die der Bergkette der Mount Hutt Range sind bewaldete und zumeist von den neuseeländischen Bergbuchen (Nothofagus cliffortioides) bewachsen. Als weitere Baumarten können der Halls Tōtara (Podocarpus laetus), die Fuchsia excorticata, die unter den Māori Kōtukutuku genannt wird, der immergrüne Baum Putaputāwētā (Carpodetus serratus), der Schmalblättrige Klebsame  (Pittosporum tenuifolium), von den Māori Kōhūhū genannt und der Pōkākā (Elaeocarpus hookerianus) gefunden werden. Tussock, Büsche und Sträucher sowie verschiedenste Kräuter wachsen oberhalb der Baumgrenze, wobei die oberen Bergflanken bis zur Gipfelregion wenig Vegetation aufweist.
Die Maori-Glockenhonigfresser, Graumantel-Brillenvögel, Maorischnäpper, Grünstummelschwanz, Maori-Fruchttauben und Maorigerygone sind Vögel, die in den Bergregionen beheimatet sind. Gelegentlich sind auch Pieper und Keas anzutreffen.

## Mount Hutt Skigebiet
Das Mt Hutt Skifield ist von Süden vom New Zealand State Highway 77 aus über eine 16,5 km lange Bergstraße, die sich über 13 km über die Bergrücken des südlichen Teils der Mount Hutt Range bis auf eine Höhe von 1597 m hinaufschlängelt, erreichbar. Sie zählt mit zu den höchstgelegenen Straßen des Landes, wurde 1970 gebaut und besteht zum Teil aus einer unbefestigten einzelnen Fahrspur, die bei schlechten Witterungsbedingungen eine Herausforderung für die Autofahrer darstellt.
Das Skigebiet selbst, das mit drei Liften bedient wird, reicht an den Süd- bis Südwestflanken des South Peak beginnend von 1438 m bis auf eine Höhe von 2086 m, wobei die Basisstation auf einer Höhe von 1610 m angesiedelt ist.